# Pamelse Meersen
De Pamelse Meersen is een natuurgebied nabij de Vlaams-Brabantse plaats Liedekerke, gelegen ten noorden van Pamel.
Het betreft een overstromingsvlakte van de Dender waarin zich natte graslanden, rietkragen en oude, natte bossen bevinden waarin onder meer de bosanemoon te vinden is.
Het gebied wordt doorstroomd door de Oude Dender en de Boesdaalheidebeek.